# Orangetofsad spindeljägare
Orangetofsad spindeljägare (Arachnothera flammifera) är en fågel i familjen solfåglar inom ordningen tättingar.

## Utseende och läte
Orangetofsad spindeljägare är en rätt liten tätting med mycket lång och böjd näbb. Ovansidan är olivgrön och undersidan vitaktig till ljusgrå från strupen till bukens övre del, medan bukens nedre del och undersidan av stjärtroten är gul. På sidorna syns små orangefärgade tofsar som gett arten dess namn. Bland lätena hörs ett upprepat "sweet-sweet-sweet" och ett torrt "tyup!".

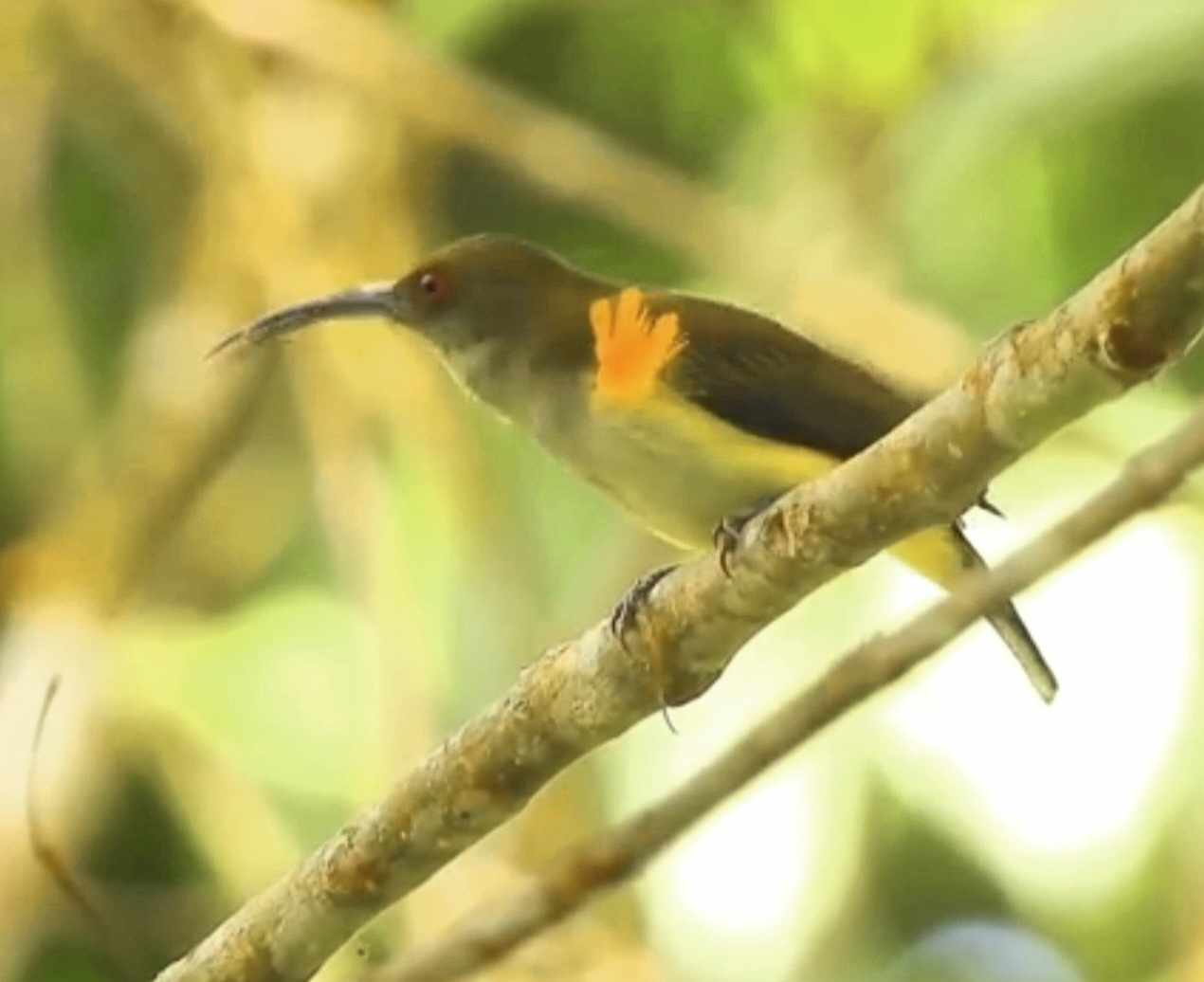

## Utbredning och systematik
Orangetofsad spindeljägare förekommer på Filippinerna och delas upp i två underarter med följande utbredning:
- Arachnothera flammifera flammifera – Samar, Leyte, Bohol, Mindanao, Dinagat och Biliran
- Arachnothera flammifera randi – Basilan

## Levnadssätt
Orangetofsad spindeljägare förekommer i låglänta områden och lägre bergstrakter. Den hittas i undervegetation i skog och i skogsbryn. Den har en förkärlek för bananplantor.

## Status
Arten har ett stort utbredningsområde och beståndet anses stabilt. Internationella naturvårdsunionen IUCN listar den därför som livskraftig (LC).